# Melati Satu
Melati Satu is een bestuurslaag in het regentschap Serdang Bedagai van de provincie Noord-Sumatra, Indonesië. Melati Satu telt 1548 inwoners (volkstelling 2010).